# Carcelia halliana
Carcelia halliana là một loài ruồi trong họ Tachinidae.